# SN 2005hk
SN 2005hk – supernowa typu Iax odkryta 10 listopada 2005 roku w galaktyce UGC 272. Jej maksymalna jasność wynosiła 15,92m.